# 金統
金統（きんとう）は、中国、唐末の農民反乱指導者黄巣が建てた私年号。
880年 - 884年。

## 西暦との対照表
| 金統 | 元年  | 2年   | 3年   | 4年   | 5年   |
| 西暦 | 880年 | 881年 | 882年 | 883年 | 884年 |
| 干支 | 庚子  | 辛丑  | 壬寅  | 癸卯  | 甲辰  |